# Café pendiente (película)
 Café pendiente que tiene los títulos alternativos de Caffè Sospeso y  Coffee for all es una película documental coproducción de  Argentina, Estados Unidos e Italia filmada en colores dirigida por Roly Santos y Fulvio Iannuci sobre el guion de Alessandro Di Nuzzo que se estrenó el 30 de noviembre de 2017  y tuvo como actores principales a Glodier Biedma, Elisabeth Cardiello y Martín Arturo Malharro.

## Origen del nombre
Café pendiente (en italiano: Caffè sospeso [kafˈfɛ soˈspeːzo]) es una práctica filantrópica que tuvo sus orígenes en Nápoles, Italia. La idea supone una cadena de consumiciones de café. El consumidor paga el suyo primero y deja pagado uno o varios más en carácter de "pendientes" para quienes no puedan pagarlo. Cuando las personas sin recursos económicos preguntan si hay algún café pendiente, si es el caso se le invita a un café que pagó previamente otro consumidor. Gracias a la inmensa difusión de estas prácticas mediante las redes sociales, se ha llegado a difundir en varios lugares del mundo. La idea nació hace más de un siglo en Nápoles, Italia. Cuando un obrero tenía algo que celebrar, bebía un café y dejaba otro ‘caffè sospeso' para quien viniese luego y no pudiese pagarlo. Un acto de solidaridad completamente anónimo para quien lo recibe. Cualquier local puede sumarse a la iniciativa sin más que anunciarlo a sus clientes.

## Sinopsis
Es un docudrama que narra historias que suceden en Buenos Aires, Nápoles y Nueva York en torno a la idea del café pendiente, un gesto solidario que provocará otro en quien lo recibe, y otro en quien lo replica, y así sucesivamente.

## Producción
El proyecto comenzó en 2015 y recibió nuevo impulso cuando al año siguiente recibió el Premio del  INCAA en la categoría de Documentales. Fue preestrenado en 2016 en el Festival de Cine Independiente de Roma -Roma Independent Film Festival- Netflix lo adquirió en 2017.

## Reparto
Intervinieron en el filme los siguientes intérpretes:
- Glodier Biedma
- Elisabeth Cardiello
- Martín Arturo Malharro

## Críticas
Giulia Mary opinó:

”El documental de Netflix no se caracteriza por un lirismo particular, pero me parece, sin embargo, maravilloso por su sencillez y la autenticidad con que se cuentan los protagonistas. La historia de Glodier para mí es sublime, parece contada a través de los ojos de quien observa una de esas pinturas que contiene la atmósfera y los colores de la Belle Époque europea de finales del siglo XIX.” 

## Comentarios
En una entrevista dijo el director Roly Santos:

”Siempre me intrigó la gente que va sola a los bares, sus habitués, las relaciones que allí se establecen. El bar es una fuente de inspiración y encontrarme con Malharro, me lo terminó de confirmar. Cada bar es un mundo con historias diferentes….Por otro lado, me fascina el imaginario de Malharro (fallecido en 2015), con quien me encontré tres días antes de su muerte. Martín tiene un fino estilo de novela negra. En cada ciudad hay un personaje que desarrolla una historia existencial y Glodier, además de haber sido un personaje de Malharro, lo es también de Buenos Aires y -por ende- de San Telmo. Además, está la poesía de los “café pendiente”, los gestos de solidaridad que conmueven.”